# Bandiera del Voivodato della Santacroce
La bandiera del Voivodato della Santacroce, in Polonia, è un rettangolo diviso in quattro parti. La parte sinistra presenta una striscia verticale gialla, la cui intensità è pari a 1:4 dell'intensità della bandiera. La parte destra è divisa in tre strisce orizzontali, che, dall'alto verso il basso, sono: blu, bianco e rosso. Al centro della striscia bianca è posto lo stemma del voivodato. La prima versione della bandiera è stata adottata nel 2001 e la versione attuale è in uso dal 2013.

## Design
La bandiera del Voivodato della Santacroce è un rettangolo diviso in quattro parti. La parte sinistra presenta una striscia verticale gialla, la cui larghezza è pari a 1:4 di quella della bandiera. La parte destra è divisa in tre strisce orizzontali, che, dall'alto verso il basso, sono: blu, bianco e rosso. La striscia bianca centrale è quattro volte più grande delle strisce superiore e inferiore.
Al centro della striscia bianca è posto lo stemma del voivodato. Lo stemma è uno scudo in stile iberico, con la parte superiore quadrata e la base arrotondata, suddiviso secondo uno schema a scacchiera 2x2. I campi in alto a sinistra e in basso a destra sono blu, mentre quello in alto a destra è bianco e quello in basso a sinistra è composto da otto strisce che, partendo dall'alto, alternano i colori rosso e bianco. Il campo in alto a sinistra presenta una croce patriarcale gialla. Il campo in alto a destra raffigura un'aquila bianca con corona, becco, zampe, strisce sulle ali e un anello sulla coda di colore giallo. Il campo in basso a sinistra raffigura otto stelle gialle a sei punte, disposte su tre file, ciascuna con tre stelle, ad eccezione della fila inferiore, che ne presenta solo due, disposte a sinistra.

## Storia

La prima versione della bandiera del Voivodato della Santacroce, utilizzata dal 2001 al 2013.

La prima versione della bandiera fu adottata il 28 maggio 2001 dal Sejmik del Voivodato di Santacroce. Era un rettangolo con un rapporto altezza/larghezza pari a 5:7, diviso in quattro parti. La parte sinistra presenta una striscia verticale gialla, la cui larghezza è pari a 1:5 della larghezza della bandiera. La parte destra era divisa in tre strisce orizzontali uguali, che, dall'alto verso il basso, erano: blu, bianco e rosso. Sulla striscia bianca centrale era posto lo stemma del voivodato, uno scudo in stile iberico, con la parte superiore quadrata e la base arrotondata, diviso secondo uno schema a scacchiera 2x2. I campi in alto a sinistra e in basso a destra sono blu, mentre quello in alto a destra è bianco e quello in basso a sinistra è composto da otto strisce che, partendo dall'alto, alternano i colori rosso e bianco. Il campo in alto a sinistra presenta una croce patriarcale gialla. Il campo in alto a destra raffigura un'aquila bianca con corona e zampe gialle. Il campo in basso a sinistra raffigura nove stelle gialle a sei punte, disposte su tre file, ciascuna con tre stelle.
I colori della bandiera derivano dallo stemma del voivodato. Il disegno dello stemma fu originariamente utilizzato come simbolo del voivodato di Kielce dal 1997 al 1998, per poi essere nuovamente adottato l'11 ottobre 1999 come stemma del voivodato della Santacroce. La croce patriarcale gialla su sfondo blu si riferisce all'ordine dei benedettini del monte Łysa Góra. L'aquila bianca su sfondo rosso si riferisce allo stemma del voivodato di Cracovia, esistito dal XIV al XVIII secolo. I campi inferiori si riferiscono allo stemma del voivodato di Sandomierz.
Il 18 febbraio 2013, il Sejmik del Voivodato di Santacroce ha adottato nuove versioni della bandiera e dello stemma, nella risoluzione del 28 dicembre 2012. Il design era stato mantenuto simile, ma con alcune modifiche. La riprogettazione della bandiera includeva la modifica del rapporto tra altezza e larghezza, la modifica delle dimensioni delle strisce e la dimensione dello stemma. Il nuovo design dello stemma includeva tasse più dettagliate e la modifica del numero di partenza da nove a otto.